# Judith de Flandre
Judith de Flandre ou Judith Fausta van Vlaanderen, née vers 1031/1035 et morte le 5 mars 1094, est la fille du comte Baudouin IV de Flandre. Elle est mariée en 1051 avec Tostig Godwinson, comte de Northumberland, et en 1071 avec Welf IV, duc de Bavière.
Réputée pour sa collection de livres et de manuscrits enluminés, elle lèguera celle-ci à l'abbaye de Weingarten, à laquelle elle laissera également à sa mort la relique héritée de Baudouin V de Flandre en 1067, qui contient, selon la légende, une goutte du sang de Jésus mélangé avec de la terre. C'est l'origine de la procession du Saint-Sang à Weingarten.

## Famille
Judith naît entre 1033 à Bruges. Elle est la fille unique de Baudouin IV, comte de Flandre, et de sa deuxième femme, Éleonore de Normandie, fille de Richard II de Normandie et de Judith de Bretagne. Elle a un demi-frère du premier mariage de son père, Baudouin V, comte de Flandre, qui succède à leur père à sa mort, survenue alors que le jeune princesse n'est âgée que de deux ans (certains historiens affirment qu'elle serait en fait la fille de Baudouin V et non de Baudouin IV). Elle est par ailleurs la tante de Mathilde de Flandre, qui épousera Guillaume le Conquérant, le premier roi normand d'Angleterre. Guillaume est également le cousin germain de Judith puisque fils de son oncle maternel, le duc Robert de Normandie. 

## Premier mariage
A une date inconnue avant septembre 1051, Judith épouse son premier mari, Tostig Godwinson, frère cadet d'Harold, qui sera brièvement roi d'Angleterre en 1066 avant d'être battu à Hastings et tué par Guillaume le Conquérant. En septembre 1051, elle est contrainte de fuir l'Angleterre pour se réfugier à Bruges en compagnie de son mari et de sa belle-famille après la participation de Tostig à la rébellion armée de son père contre le roi Édouard le Confesseur. Ils retournent cependant en Angleterre l'année suivante.
Il est fait comte de Northumbrie en 1055 et il est certain que son mariage avec une princesse de si haute lignée l'aide à assoir sa position à la tête du comté.
Le couple aura plusieurs enfants dont le nom et le nombre sont inconnus. Ils sont désignés dans la Vita Ædwardi Regis comme "non sevrés" à l'époque de la mort de leur père. Tostig semble avoir eu par ailleurs au moins trois fils naturels de maîtresses inconnues. 
Judith est décrite comme une femme pieuse et curieuse. Sa piété s'exprime dans les nombreuses donations et les présents qu'elle offre à l'église St Cuthbert de Durham, dont des terres et un crucifix ornementé. Ce dernier aurait été un don fait au saint pour l'apaiser après qu'elle s'est insurgée contre la règle interdisant aux femmes l'accès à la cathédrale où se trouvaient ses reliques. Judith, mécontente de ne pouvoir, en tant que femme, accéder à l'église alors qu'elle souhaitait se recueillir sur la tombe du saint, avait décidé de défier l'interdit en envoyant sa servante à l'intérieur de l'église pour voir ce qu'en seraient les répercussions (si tout s'était déroulé sans heurts, Judith prévoyait de s'y rendre ensuite elle-même) ; alors que la femme était sur le point d'entrer dans le cimetière de l'église, elle fut frappée par un vent violent et soudain qui la laissa infirme avant de la tuer. Judith, pour conjurer le sort, fit alors fabriquer spécialement le crucifix pour le tombeau de Saint Cuthbert. Tout au long de sa vie, elle rassembla et commanda de nombreux livres et manuscrits enluminés, dont certains subsistent, et notamment les Évangiles de la comtesse Judith, actuellement conservés à la Pierpont Morgan Library à New York. Ils furent réalisés par des scribes et des artistes anglais dans le but de rappeler à la postérité la générosité de Judith envers l’Église. 
En Octobre 1065, la Northumbrie se rebelle contre le gouvernement de Tostig. Son frère, Harold, persuade le roi Édouard d'accepter les exigences des rebelles, ce qui provoque un échange acrimonieux entre les deux frères, Tostig allant jusqu'à accuser Harold de fomenter la rébellion. En novembre, Tostig est banni par le roi Édouard et le couple doit fuir avec ses enfants pour se réfugier chez le demi-frère de la comtesse, en Flandre. Le comte Baudouin fait Tostig châtelain de Saint-Omer. En mai 1066, avec l'accession d'Harold au trône d'Angleterre, Tostig retourne dans son pays à la tête d'une flotte fournie par Baudouin, dans le but de se venger de son frère. Il s'allie avec le roi Harold III de Norvège mais tous deux sont tués le 25 septembre 1066 à la bataille de Stamford Bridge par les forces du roi Harold.

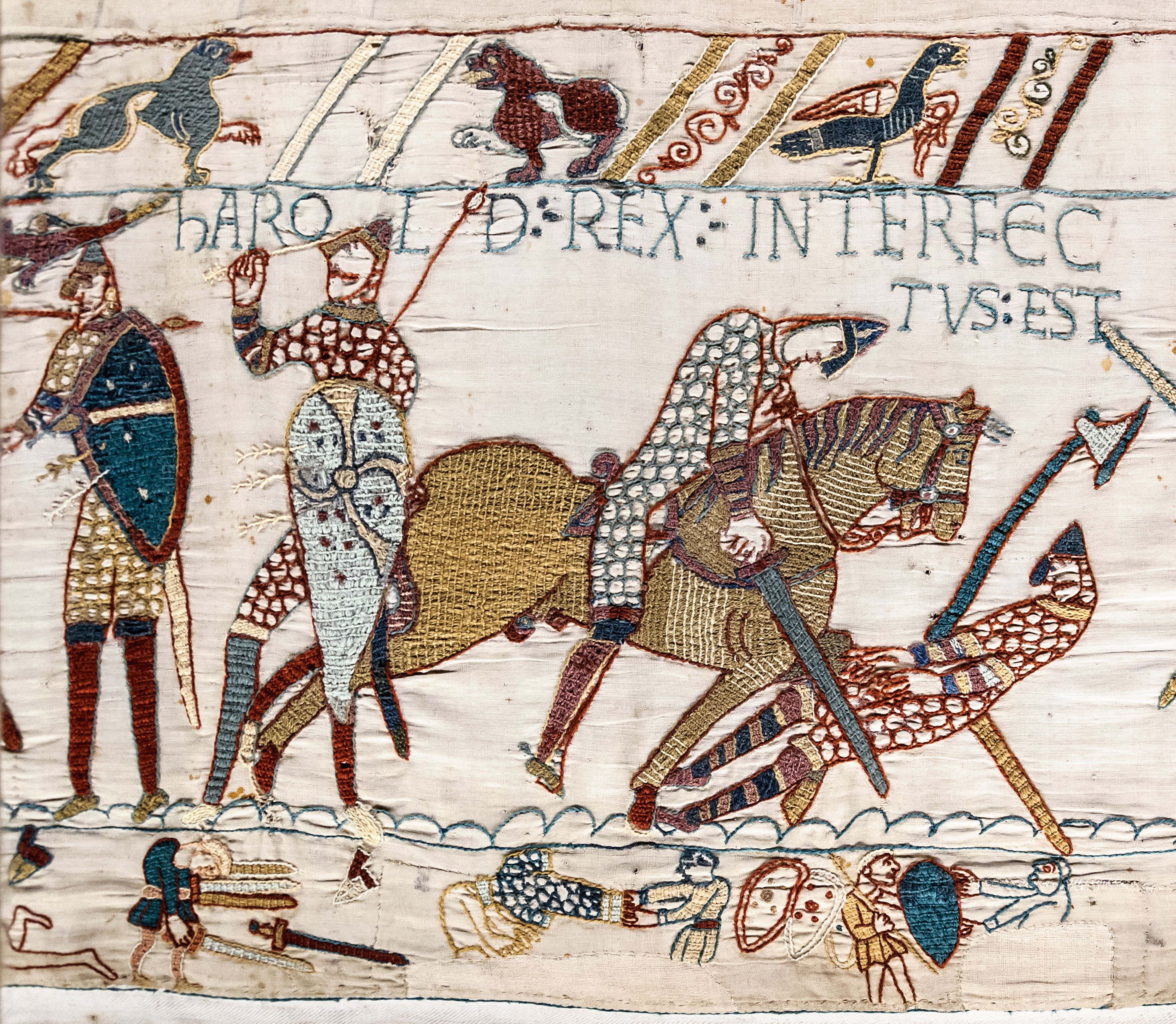
La mort d'Harold (Tapisserie de Bayeux).

À la mort de son mari, Judith part s'installer au Danemark, probablement avec ses enfants mais plus rien n'est su de sa vie à partir de là. Deux sagas norvégiennes, Fagrskinna et Morkinskinna, désignent Skuli Konungsfóstri, le fondateur de la dynastie du roi Inge II de Norvège, comme étant le fils de Tostig, mais Heimskringla lui attribue des ancêtres différents. Aucun texte ne mentionne Judith comme étant sa mère. Moins d'un mois après la mort de Tostig, Harold est tué à la bataille d'Hastings par l'armée normande conduite par son cousin Guillaume le Conquérant, qui montera sur le trône sous le nom de Guillaume Ier d'Angleterre.

## Deuxième mariage
En 1071, âgée de 38 ans, Judith épouse son deuxième mari, Welf Ier, duc de Bavière, divorcé en 1070 de sa première femme, Ethelinde de Northeim, fille d'Otton de Northeim, duc de Bavière. Avec ce mariage, elle devient duchesse de Bavière mais en 1077, son mari est déchu de son titre, qu'il ne recouvrera qu'en 1096, un an après la mort de sa femme.
Ils font du château de Ravensbourg leur résidence principale et mettent au monde trois enfants :
- Welf II, duc de Bavière (1072 † 24 septembre 1120), sans enfants de son union avec Mathilde de Toscane ;
- Henri IX, duc de Bavière (1074 † 13 décembre 1126) ;
- Kunizza († 6 mars 1120), mariée avec le comte Frédéric Rocho de Diessen.

## Décès
Le 12 mars 1094, Judith et son mari font des donations au monastère familial de l'abbaye de Weingarten, où elle sera inhumée à sa mort, le 5 mars 1095. L'abbaye avait été construite par le duc Welf en haut du Martinsberg à Weingarten et avait été placée sous la patronage de Judith. Son mari mourra en 1101 à Chypre à son retour de la Première croisade.